# Trude Schullerus
Gertrud „Trude“ Schullerus (* 3. Mai 1889 in Agnetheln, Österreich-Ungarn; † 24. Januar 1981 in Hermannstadt) war eine rumänische Malerin  aus der deutschsprachigen Minderheit der Siebenbürger Sachsen.

## Leben
Trude Schullerus wurde als Tochter des Pastors und Theologen Adolf Schullerus (1864–1928) geboren. Der Maler Fritz Schullerus (1866–1898) war ihr Onkel.
Sie begann ihre Malerlehre in Hermannstadt, studierte privat ab 1904 in München bei Max Feldbauer, Moritz Heymann und Julius Exter. 1922 zeigte sie ihre Werke auf einer Einzelausstellung in Hermannstadt.
Von 1924 bis 1925 studierte sie an der Staatlichen Akademie für graphische Künste und Buchgewerbe Leipzig. Nach dem Studium begab sie sich auf eine Studienreise durch Italien und das Deutsche Reich. Danach blieb sie zeitlebens als freischaffende Malerin in Hermannstadt. In ihren Werken ist der Einfluss von Paul Cézanne und Paul Gauguin bemerkbar.
Im Zeitraum 1930 bis 1948 leitete sie den Sebastian-Hann-Verein für heimische Kunstbestrebungen.
1932 illustrierte sie Siebenbürgische Volkslieder.